# Stary Klukom

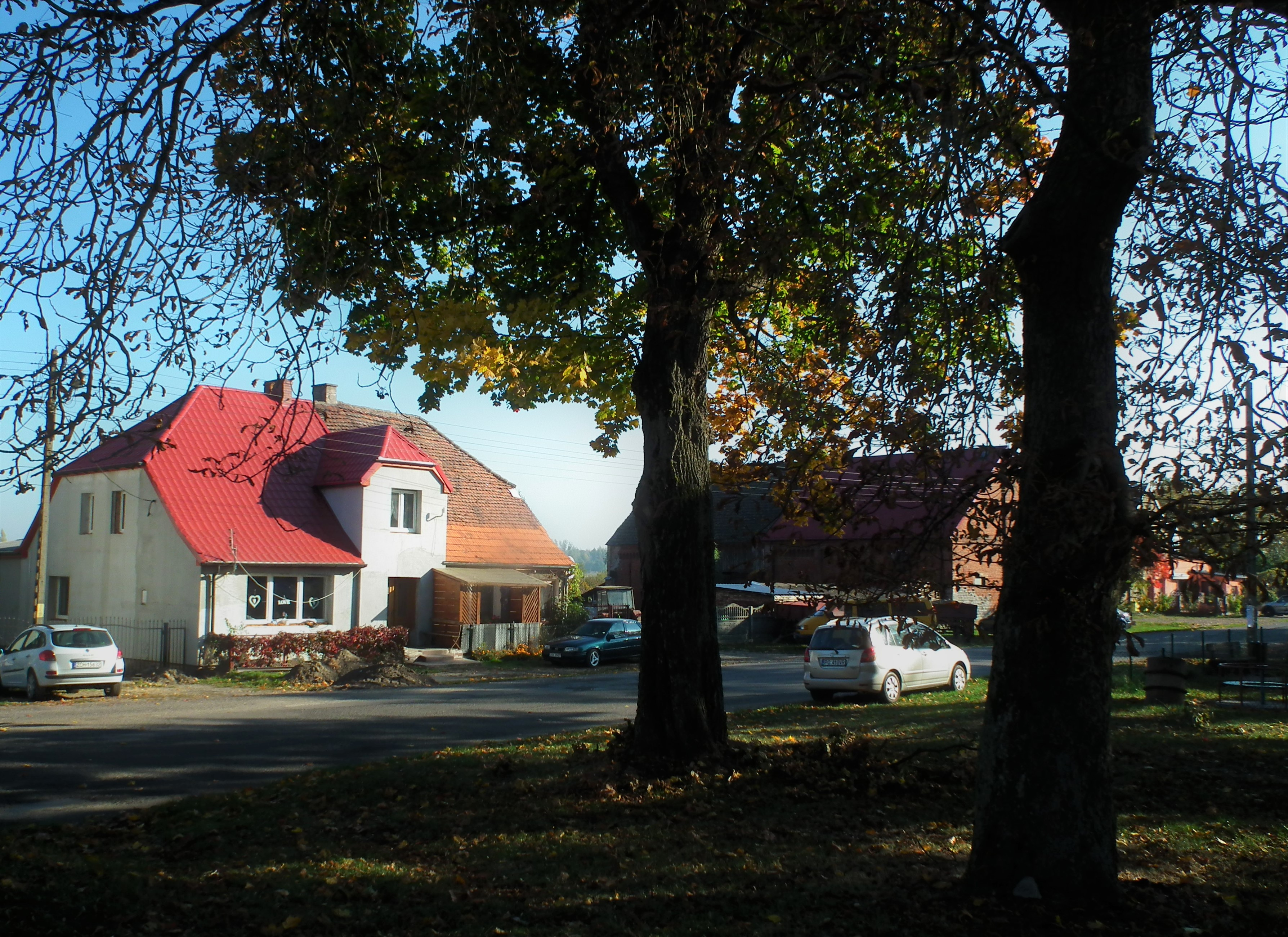
Stary Klukom (2018)

Stary Klukom (deutsch Alt Klücken) ist ein Dorf im Verwaltungsbezirk  Gmina Choszczno der polnischen Woiwodschaft Westpommern.
Der Ort liegt in der Neumark,  etwa sechs  Kilometer südlich  der Stadt Choszczno (Arnswalde) und 66 Kilometer südöstlich der regionalen Metropole Stettin (Szczecin).
Die Region wurde nach Ende des Zweiten Weltkriegs
unter polnische Verwaltung gestellt.

## Söhne und Töchter des Ortes
- Wilhelm von Braunschweig (1775–1854), preußischer Generalmajor und Kommandeur der 12. Landwehr-Brigade

Koordinaten: 53° 7′ 53,6″ N, 15° 26′ 34,1″ O